# سید محمدعلی مدرسی طباطبایی
سیّد محمّدعلی مدرّسی طباطبایی مشهور به مدّرسی یزدی (زاده ۱۳۳۶، یزد) با کسب ۳۴۵۳۶۵ رای به عنوان نماینده استان فارس در ششمین دوره مجلس خبرگان رهبری انتخاب شد. او برادر سید محمدرضا مدرسی یزدی عضو فقهای شورای نگهبان و نماینده مجلس خبرگان از استان خراسان رضوی است.